# Aeroportul Foshan Shadi
Aeroportul Foshan Shadi (IATA: FUO, ICAO: ZGFS) este un aeroport din Nanhai District⁠(d), Foshan, Guangdong, Republica Populară Chineză ce deservește zona Foshan. Aeroportul a fost tranzitat în 2022 de 371.807 pasageri. A fost numit după zona deservită.
Aeroportul dispune de o singură pistă.